# Vérkhniaia Lukavka
Vérkhniaia Lukavka (en rus: Верхняя Лукавка) és un poble de l'óblast de Lípetsk, a Rússia, que el 2013 tenia vuit habitants. Pertany al districte rural de Griazi.